# Francesco Giacomelli
Francesco Giacomelli (Predazzo, 16 aprile 1957) è un ex saltatore con gli sci e combinatista nordico italiano.

## Biografia
Nato a Predazzo, in Trentino, nel 1957, a 18 anni ha preso parte ai Giochi olimpici di Innsbruck 1976, sia nel salto con gli sci che nella combinata nordica. Nel primo sport ha partecipato a 2 gare: trampolino normale e trampolino largo, chiudendo rispettivamente 49º con 191.9 punti e 44º con 157.6, mentre nella combinata nordica ha terminato 31º con 337.22 punti.
Ai campionati italiani di salto con gli sci ha vinto 1 oro, 1 argento e 1 bronzo nel trampolino normale, mentre a quelli di combinata nordica 4 ori e 2 argenti nell'individuale.